# Juan Manuel Gozalo Gómez
Juan Manuel Gozalo Gómez (Muriedas, 13 de setembre de 1944 – Santander, 11 d'abril de 2010) va ser un periodista esportiu espanyol. El 2010 l'Acadèmia de les Arts i les Ciències Radiofòniques d'Espanya va instaurar el Premi Juan Manuel Gozalo de Radiofonisme Esportiu, com a homenatge a Juan Manuel Gozalo. Conegut com a Juanma o Kubalita per les seves amistats, va debutar en la ràdio als nou anys, formant part del quadre d'actors infantils de la Cadena SER. Posteriorment, va continuar col·laborant a Radio Intercontinental, en la Cadena Azul de Radiodifusión i a Radio Juventud (al programa La Antorcha).
Després de treballar en l'Agència de Notícies ALFIL (EFE esports) i en el diari Pueblo, el 1970 es va incorporar a la plantilla de Ràdio Nacional d'Espanya, de la que en va arribar a ser director d'Esports entre 1989 i 1996.
A Televisió Espanyola va presentar l'espai esportiu Estudio Estadio, amb el qual va col·laborar des de 1977 i al capdavant del qual es va mantenir entre 1980 i 1985. A Telemadrid va presentar l'espai esportiu La prórroga –dirigit per Fernando Olmeda– al capdavant del qual es va mantenir entre 1997 i 1998.
Entre 1989 i 2007 (any en què va ser prejubilat) va presentar i va dirigir el programa degà de la ràdio esportiva a Espanya: Radiogaceta de los deportes, a RNE.
Des de principis de setembre de 2007 va treballar a Radio Marca presentant de 8 a 10 del matí de dilluns a divendres l'espai La Futbolería al programa Directo Marca.
Simultàniament a la seva tasca en els mitjans audiovisuals, va col·laborar també en premsa escrita, en periòdics com Informaciones, Hoja del Lunes, el diari Marca i com analista de cada jornada de lliga per elmundo.es.
Després de diversos mesos de compaginar el seu treball amb la malaltia, el dimecres 7 d'abril de 2010va realitzar el seu últim programa radiofònic a Radio Marca (Directo Marca).
Va morir l'11 d'abril de 2010 com a conseqüència d'un càncer.
El periodista va ser acomiadat en el seu funeral per més d'un miler de persones, entre les quals es trobaven diversos membres rellevants de l'esport espanyol.
L' Asociación de Prensa Deportiva de Cantabria va instituir el desembre de 2010 el Premi Juan Manuel Gozalo per homenatjar al periodista. El primer guardonat va ser Vicente del Bosque.

## Olimpisme
Va cobrir onze Jocs Olímpics d'estiu, des de Mèxic 1968 a Pequín 2008.
Va escriure al costat del periodista Fernando Olmeda el llibre Españoles de Oro (1999), en el qual van reunir les històries dels medallistes espanyols que van aconseguir l'or olímpic fins a Atlanta 1996.

## Futbol sala
Va ser un dels grans impulsors del futbol sala a Espanya. Va adaptar les seves normes, al costat de Joan Camps i Antonio Res.
A principis dels anys 80 va fundar el club Unión Sport i va impulsar la creació de la primera Lliga Nacional de Futbol Sala del país (amb 45 equips), de la qual va arribar a ser president durant 6 anys. També va presidir de la Associació de Clubs Espanyols de Futbol Sala (ACEFS).
Entre altres, va col·laborar en l'autoria de l'assaig "El fútbol sala, pasado, presente y futuro".

## Activitat política
Des de maig de 2007, després d'encapçalar les llista del Partit Popular en el seu municipi natal, i fins a la seva mort el 2010, va ser regidor de Camargo per aquesta formació.

## Premis i distincions
- Premio Ondas (Nacionals de Ràdio) el 1990 i 1992.
- Premi Juego Limpio.
- Premi de la revista Sport Illustrated.
- Premi Don Balón pel programa Tablero Deportivo.
- Medalla de Plata de la Reial Orde del Mèrit Esportiu (1996).
- Medalla d'Or de la Reial Orde del Mèrit Esportiu (2010).